# BHT 1
BHT 1 – bośniacki kanał telewizyjny należący do nadawcy Bosanskohercegovačka radiotelevizija. W obecnej postaci wystartował w 2004 roku. Kanał nadaje codziennie przez 20 godzin w jednym z dwóch oficjalnych alfabetów (łacińskim lub cyrylicy). BHT 1 nadaje różne programy, takie jak wiadomości, talk-show, filmy dokumentalne, sportowe, filmy i programy dla dzieci.